# 北安普頓縣 (維吉尼亞州)
北安普頓縣（英語：Northampton County）是美國維吉尼亞州東部的一個縣，位於特拉華半島上，西為切薩皮克灣，北為阿可麥克縣。面積2,060平方公里。根據美國2000年人口普查估計，共有人口13,093人。縣治伊斯特維 (Eastville)。
1634年設縣，是維吉尼亞州，以至美國最早成立的第一批縣之一 （共八個）。原名阿可麥克縣 (語出印第安語accawmacke，意思是「在水一方」)。1642年改名為北安普頓縣以去除土著色彩。1663年縣分為南北兩部，北部恢復了原名。
37°18′03″N 75°55′43″W / 37.30078°N 75.92854°W